# Plateau di Agulhas

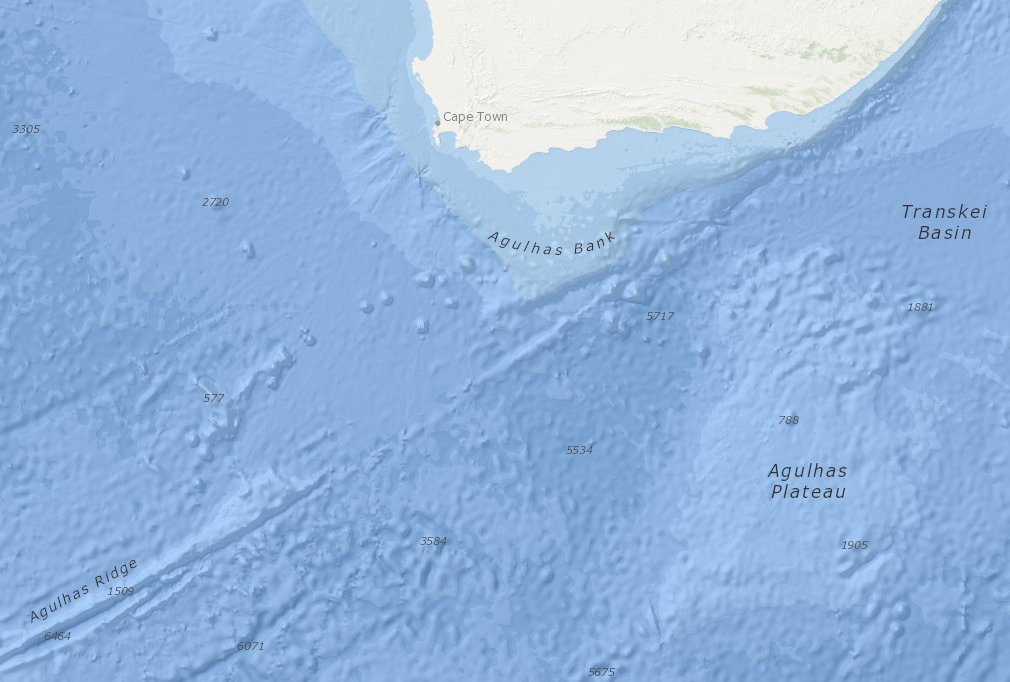
Il plateau di Agulhas è delimitato a nord dal Passaggio di Agulhas; a ovest dal Bacino di Agulhas e a nordest dal Bacino Transkei.

Il plateau di Agulhas è un plateau oceanico situato nell'Oceano Indiano sudoccidentale a circa 500 km dal Sudafrica.
Geologicamente viene definita una grande provincia ignea, la provincia ignea sudest africana, formatasi tra 140 e 95 milioni di anni fa in corrispondenza o in prossimità della tripla giunzione, la linea dove il supercontinente Gondwana si fratturò dando origine a tre blocchi separati, l'Antartide, il Sud America e l'Africa.
Il plateau di Agulhas si formò circa tra 100 e 94 milioni di anni fa assieme al pendio nordest della Georgia del Sud e al pendio di Maud (situati tra le isole Falkland e l'Antartide) quando la regione passò al di sopra del punto caldo dell'Isola Bouvet.

## Geologia
Il plateau di Agulhas è una delle strutture chiave nella ricostruzione della fratturazione del supercontinente Gondwana. La prima mappatura risale al 1964 (inclusa poi nella mappa di Heezen-Tharp, la prima mappatura dell'oceano globale pubblicata nel 1977) ma la composizione crostale, la sua paleoposizione e le origini geologiche rimasero enigmatiche ancora per alcuni decenni.
La zona di separazione tra crosta e mantello terrestre (la Discontinuità di Mohorovičić, normalmente abbreviata in Moho) risale da 25 a 15 km tra il banco di Agulhas (nella parte meridionale del Sud Africa) e il passaggio di Agulhas (a sud del banco), indicando una tipica transizione continente-oceano. Il passaggio di Agulhas è costituito da crosta oceanica risalente a 160-120 milioni di anni fa, mentre il plateau di Agulhas ha un'età di 100-80 milioni di anni e si innalza di 2,5 km al di sopra del circostante fondale oceanico, mentre al contempo la Moho si abbassa di 20–22 km al di sotto di esso.
La morfologia del basamento al di sotto della parte settentrionale del plateau è irregolare, suggerendo un'origine collegata alla crosta oceanica.
Invece il basamento al disotto della sezione meridionale del plateau è piuttosto liscia, indicativa di una possibile derivazione da crosta continentale. I carotaggi eseguiti dall'Ocean Drilling Program (ODP) nel pendio nordest della Georgia del Sud hanno indicato che il plateau di Agulhas e il pendio si sono formati assieme e si sono originati dalla crosta oceanica. Alcuni autori però ritengono che il plateau sia almeno parzialmente di origine continentale. Dati raccolti con analisi protrattesi per decenni nel plateau su geoide, MagSat, anomalie gravitazionali e anomalie magnetiche sono stati utilizzati a supporto sia dell'ipotesi sull'origine oceanica che di quella continentale.
Nel 1999 furono alla fine presentate evidenze sismiche che mostravano che il plateau di Agulhas era in realtà una grande provincia ignea composta interamente di crosta oceanica.